# Llista de llengües del món
La llista de llengües del món es basa en el codi ISO 639-3. Al final d'aquesta relació hi apareix una sèrie de codis reservats per a casos especials.

## ISO 639
La ISO 639 és un estàndard internacional de codis de dues o tres lletres per als noms de les llengües. ISO 639 consisteix en diferents parts. Fins ara, n'hi ha dues de publicades:
- ISO 639-1:2002 Codis per a la representació dels noms de les llengües -- Part 1: Alpha-2 code: Aquest codi és de dues lletres, utilitzat principalment en terminologia.
- ISO 639-2:1998 Codis per a la representació dels noms de les llengües -- Part 2: Alpha-3 code: Aquest codi és de tres lletres per a l'ús bibliogràfic i de terminologia, i inclou més llengües que el primer codi. També inclou una identificació per als grups de les llengües, és a dir, famílies lingüístiques de totes les llengües del món.
- ISO 639-3 És una extensió de l'ISO 639-2 orientada a cobrir exhaustivament totes les llengües conegudes del món.

A continuació s'exposa la llista completa dels codis ISO 639-3. Per facilitar-ne la lectura s'han ordenat els codis pel seu corresponent nom en català. En algunes ocasions, quan el diccionari normatiu no en recull el nom, s'ha optat pel nom del qual altres autors catalans han fet ús i, en el seu defecte, s'ha emprat —de moment— el nom anglès, llengua en què estan redactats els codis SIL, afegint un asterisc a l'esquerra del nom. Quan una llengua rep més d'un nom amb un mateix codi s'han afegit els noms a continuació del principal, com és el cas del fanti i el twi, que s'inclouen rere l'àkan, o el moldau, rere el romanès.
| Índex A B C D E F G H I J K L M N O P Q R S T U V W X Y Z |

## A
| llengua/grup de llengües         | codi ISO 639-3 (SIL 15a edició) |
| -------------------------------- | ------------------------------- |
| abkhaz                           | abk                             |
| accadi                           | akk                             |
| *aceh                            | ace                             |
| *acoli                           | ach                             |
| *adangme, *adangme               | ada                             |
| adigué                           | ady                             |
| àfar                             | aar                             |
| *afrihili                        | afh                             |
| afrikaans                        | afr                             |
| aimara                           | ayr (ayc)                       |
| àkan, *fanti, *twi               | aka                             |
| DRR1, *npi, *twi                 | apa                             |
| albanès                          | aln, als (aae, aat)             |
| alemany                          | deu                             |
| alt alemany mitjà (ca.1050-1500) | gmh                             |
| alt alemany antic (ca.750-1050)  | goh                             |
| alt sòrab                        | hsb                             |
| altaic meridional                | alt                             |
| aleutià                          | ale                             |
| amhàric                          | amh                             |
| anglès                           | eng                             |
| anglès mitjà (1100-1500)         | enm                             |
| anglès antic (ca.450-1100)       | ang                             |
| àrab                             | arb                             |
| aragonès                         | arg                             |
| arameu                           | tmr                             |
| arameu samarità                  | sam                             |
| *arapaho                         | arp                             |
| araucà                           | arn                             |
| arauac; arawak                   | arw                             |
| armeni                           | hye                             |
| assamès                          | asm                             |
| asturià; bable                   | ast                             |
| àvar                             | ava                             |
| avèstic                          | ave                             |
| *awadhi                          | awa                             |
| àzeri, *azerbaidjanès            | azj, azb                        |

## B
| Índex: A B C D E F G H I J K L M N O P Q R S T U V W X Y Z — Especials Inici — vegeu també — enllaços externs |

| llengua/grup de llengües | codi ISO 639-3 (SIL 15a edició)                                                |
| ------------------------ | ------------------------------------------------------------------------------ |
| baix alemany; baix saxó  | nds                                                                            |
| baixkir                  | bak                                                                            |
| baix sòrab               | dsb                                                                            |
| balinès                  | *ban                                                                           |
| balkar; karatxai         | krc                                                                            |
| balutxi                  | bgp, bcc, bgn                                                                  |
| bambara                  | bam                                                                            |
| banda                    | bpd, tor, nue, bbp, lna, bjo, mnh, bfl, gox, bqk, yaj, nuu, kuw, zmz, liy, lnl |
| *basa                    | bas                                                                            |
| batak                    | bbc, akb, btz, btd, btx, btm, bts                                              |
| beja                     | bej                                                                            |
| bemba                    | bem                                                                            |
| bengalí                  | ben                                                                            |
| *bhojpuri                | bho                                                                            |
| belarús                  | bel                                                                            |
| bihari                   | tdb, mai, sck, anp, sjp, kyw, mag, bho                                         |
| *bikol                   | bcl                                                                            |
| *bilin; *blin            | byn                                                                            |
| *bini, *edo              | bin                                                                            |
| birmà                    | mya                                                                            |
| *bislama                 | bis                                                                            |
| (noruec) bokmål          | nob                                                                            |
| bosnià                   | bos                                                                            |
| *braj                    | bra                                                                            |
| bretó                    | bre                                                                            |
| bugui                    | bug                                                                            |
| búlgar                   | bul                                                                            |
| buriat                   | bxr (bxu, bxm)                                                                 |

## C
| Índex: A B C D E F G H I J K L M N O P Q R S T U V W X Y Z — Especials Inici — vegeu també — enllaços externs |

| llengua/grup de llengües                     | codi ISO 639-3 (SIL 15a edició) |
| -------------------------------------------- | --- |
| (tamazight) cabilenc                         | kab |
| *caddo                                       | cad |
| caixmiri                                     | kas |
| caixubi                                      | csb |
| calmuc                                       | xal |
| carib                                        | car |
| castellà                                     | spa |
| català; valencià                             | cat |
| *sinugboanong binisaya; *sugbuanon; *cebuano | ceb |
| *chamorro                                    | cha |
| *chibcha                                     | chb |
| *cherokee                                    | chr |
| *pidgin chinook                              | chn |
| *chipewyan                                   | chp |
| *choctaw                                     | cho |
| *chuukese                                    | chk |
| copte                                        | cop |
| coreà                                        | kor |
| còrnic                                       | cor |
| cors                                         | cos |
| *cree                                        | crj, cwd, crk, csw, crl, crm |
| *creek                                       | mus |
| criolls (basats en l'anglès) (altres)        | tcs, gyn, srn, pcm, rop, djk, fpe, jam, bah, trf, aig, icr, bzj, bzk, ngm, kww, bjs, kri, afs, pis, gcl, svc, srm, tgh, lir, gul, tch, wes, cpi, vic, hwc |
| criolls (basats en el francès) (altres)      | tas, amd, acf, gcf, scf, crs, rcf, hat, kmv, lou, gcr, cks, mfe                                                                                           |
| criolls (basats en el portuguès) (altres)    | pov, tvy, tmg, idb, fab, ccd, mzs, pre, aoa, vkp, mcm, kea, cri                                                                                           |
| croat                                        | hrv |

## D
| Índex: A B C D E F G H I J K L M N O P Q R S T U V W X Y Z — Especials Inici — vegeu també — enllaços externs |

| llengua/grup de llengües | codi ISO 639-3 (SIL 15a edició) |
| ------------------------ | ------------------------------- |
| *dakota                  | dak                             |
| danès                    | dan                             |
| *darguà                  | dar                             |
| *daiak                   | nij                             |
| *delaware                | unm, umu                        |
| *dinka                   | dks, dib, dik, diw, dip         |
| *divehi                  | div                             |
| *dogri                   | dgo, xnr                        |
| *dogrib                  | dgr                             |
| *duala                   | dua                             |
| *dyula                   | dyu                             |
| *dzongkha                | dzo                             |

## E
| Índex: A B C D E F G H I J K L M N O P Q R S T U V W X Y Z — Especials Inici — vegeu també — enllaços externs |

| llengua/grup de llengües                                           | codi ISO 639-3 (SIL 15a edició) |
| ------------------------------------------------------------------ | ------------------------------- |
| *efik                                                              | efi                             |
| egipci antic                                                       | egy                             |
| *ekajuk                                                            | eka                             |
| elamita                                                            | elx                             |
| eslavònic; eslau antic; paleoslau; eslau eclesiàstic; búlgar antic | chu                             |
| eslovac                                                            | slk                             |
| eslovè                                                             | slv                             |
| esperanto                                                          | epo                             |
| estonià                                                            | est                             |
| èuscar; basc                                                       | eus (bqe, bsz)                  |
| *ewe                                                               | ewe                             |
| *ewondo                                                            | ewo                             |

## F
| Índex: A B C D E F G H I J K L M N O P Q R S T U V W X Y Z — Especials Inici — vegeu també — enllaços externs |

| llengua/grup de llengües     | codi ISO 639-3 (SIL 15a edició)             |
| ---------------------------- | ------------------------------------------- |
| *fang                        | fan                                         |
| fanti, àkan                  | aka                                         |
| llengua fenícia              | phn                                         |
| feroès                       | fao                                         |
| fijià; fiji                  | fij                                         |
| finès                        | fin                                         |
| *fon                         | fon                                         |
| francès                      | fra                                         |
| francès mitjà (ca.1400-1600) | frm                                         |
| francès antic (842-ca.1400)  | fro                                         |
| frisó                        | fri                                         |
| friülès; furlà               | fur                                         |
| ful                          | fuv, fub, fuh, fuq, fuc, fue, fui, fuf, ffm |

## G
| Índex: A B C D E F G H I J K L M N O P Q R S T U V W X Y Z — Especials Inici — vegeu també — enllaços externs |

| llengua/grup de llengües           | codi ISO 639-3 (SIL 15a edició)             |
| ---------------------------------- | ------------------------------------------- |
| *ga                                | gaa                                         |
| gaèlic escocès, escocès            | gla                                         |
| gaèlic irlandès, irlandès          | gle                                         |
| gaèlic irlàndès mitjà (900-1200)   | mga                                         |
| gaèlic irlandès antic (fins a 900) | sga                                         |
| gal·lès                            | cym                                         |
| gallec                             | glg                                         |
| ganda                              | lug                                         |
| *gayo                              | gay                                         |
| *gbaya                             | mdo, gbq, gya, bdt, nga, gbp                |
| georgià                            | kat                                         |
| *gondi                             | ggo, gno                                    |
| *gorontalo                         | gor                                         |
| gòtic                              | got                                         |
| *grebo                             | ted, ktj, pye, gec, grj, gbo, gry, oub, grv |
| grec antic (fins al 1453)          | grc                                         |
| grec modern (a partir del 1453)    | ell                                         |
| grenlandès; groenlandès            | kal                                         |
| guaraní                            | gug                                         |
| gueez                              | gez                                         |
| gujarati                           | guj                                         |
| *gwich´in                          | gwi                                         |

## H
| Índex: A B C D E F G H I J K L M N O P Q R S T U V W X Y Z — Especials Inici — vegeu també — enllaços externs |

| llengua/grup de llengües | codi ISO 639-3 (SIL 15a edició)                                                                         |
| ------------------------ | --- |
| haida                    | hdn, hax                                                                                                |
| hausa                    | hau |
| hawaià                   | haw |
| hebreu                   | heb |
| *herero                  | her |
| *hiligaynon              | hil |
| *himachali               | cdh, bht, srx, kjo, mjl, hii, dgo, xnr, cdj, bfz, kfs, kfx, gbk, pgg, jns                               |
| hindi                    | hin |
| *hiri motu               | hmo |
| hitita                   | hit |
| *hmong                   | hma, hml, hmy, hmq, hmh, hmm, hea, hme, hmc, muq, hmw, hmd, hms, hmp, hmj, mmr, blu, hmi, hmg, huj, mww |
| hongarès                 | hun |
| hupa                     | hup |

## I
| Índex: A B C D E F G H I J K L M N O P Q R S T U V W X Y Z — Especials Inici — vegeu també — enllaços externs |

| llengua/grup de llengües | codi ISO 639-3 (SIL 15a edició)        |
| ------------------------ | -------------------------------------- |
| iacut                    | sah                                    |
| *iban                    | iba                                    |
| ídix, *jiddisch          | ydd (yih)                              |
| ido                      | ido                                    |
| igbo                     | ibo                                    |
| ijo                      | ijc                                    |
| ilocano                  | ilo                                    |
| indonesi                 | ind                                    |
| ingúix                   | inh                                    |
| interlingua              | ina                                    |
| interlingue              | ile                                    |
| inuktitut; inuit         | ike, ikt                               |
| *inupiaq                 | esk, esi                               |
| *ioruba                  | yor                                    |
| iroquès                  | lre, tus, cay, one, wya, sqn, ono, see |
| islandès                 | isl                                    |
| italià                   | ita                                    |

## J
| Índex: A B C D E F G H I J K L M N O P Q R S T U V W X Y Z — Especials Inici — vegeu també — enllaços externs |

| llengua/grup de llengües | codi ISO 639-3 (SIL 15a edició) |
| ------------------------ | ------------------------------- |
| japonès                  | jpn                             |
| javanès                  | jav                             |
| judeocastellà; ladí      | lad                             |
| *judeoàrab               | ajt, jye, yud, aju, yhd         |
| *judeopersa              | jpr                             |

## K
| Índex: A B C D E F G H I J K L M N O P Q R S T U V W X Y Z — Especials Inici — vegeu també — enllaços externs |

| llengua/grup de llengües | codi ISO 639-3 (SIL 15a edició) |
| ------------------------ | --- |
| kabardí                  | kbd |
| *kachin; *jingpho        | kac |
| *kamba                   | kam |
| *kannada                 | kan |
| *kanuri                  | knc (bms, kbi, krt, kbl) |
| *karakalpak              | kaa |
| *karen                   | kyu, kpp, kvt, eky, ghk, pwo, kjt, kxk, kvl, kxf, ksw, bwe, kvq, wea, kvu, blk, pdu, kvy, kjp, pww                                                   |
| *kawi                    | kaw |
| kazakh                   | kaz |
| *khasi                   | kha |
| llengua khmer            | khm (kxm) |
| khotanès                 | kho |
| *kikuiu                  | kik |
| *kimbundu; *mbundu       | kmb |
| *kinyarwanda             | kin |
| kirguís                  | kir |
| *kiribati; *gilbertès    | gil |
| klingon; *tlhIngan-Hol   | tlh |
| komi; ziriè              | koi, kpv |
| *kikongo; *kikong        | kng, ldi |
| *konkani                 | knn (gom) |
| *kosraean                | kos |
| *kpelle                  | xpe, gkp |
| *kru                     | hwa, krw, wec, bet, god, ggb, blh, ahm, glr, ahi, krn, ney, gxx, nwb, bsq, gud, kyf, wob, bjw, tja, sif, ahp, klu, btg, das, kwp, dee, kqo, dic, bev |
| *kúmik                   | kum |
| kurd                     | ckb, kmr, sdh |
| *kurukh                  | kru |
| *kutenai                 | kut |
| *kwanyama, *kuanyama     | kua |

## L
| Índex: A B C D E F G H I J K L M N O P Q R S T U V W X Y Z — Especials Inici — vegeu també — enllaços externs |

| llengua/grup de llengües                                                     | codi ISO 639-3 (SIL 15a edició) |
| ---------------------------------------------------------------------------- | --- |
| *lamba                                                                       | lam |
| laosià                                                                       | lao |
| letó                                                                         | lav |
| lesguià; lèsguic                                                             | lez |
| limburguès                                                                   | lim |
| *lingala                                                                     | lin |
| lituà                                                                        | lit |
| llatí                                                                        | lat |
| llengües afroasiàtiques (altres)                                             | kna, mlj, gza, mfx, mkf, kbr, cie, ank, bod, sok, kxh, muy, vem, pip, kot, kof, tdk, jie, jrt, dab, hna, hia, anc, msv, kcx, xmj, daa, cuv, tur, mcu, moy, bwo, mlr, gid, mfi, hod, cky, mvh, myo, cra, mcw, dwa, kcs, mje, gnd, kai, udl, grd, tsh, bso, hed, hwo, say, sur, ziz, nnc, mou, auo, mug, kkr, ngs, piy, dzd, ngw, bdn, kbz, kso, bhs, trj, mif, ksq, ngi, fie, kul, twc, mxu, kvi, zaz, ckq, cla, gdw, bcw, kvj, dme, sze, scw, zay, mar, mmf, mfl, ngx, gew, kpa, oyd, gek, nbh, tak, tgd, sor, gis, tmc, mcn, mfj, kks, saa, zua, mdx, kqx, mqb, amf, zuy, moz, bcq, swy, ldd, dbp, chp, dot, gez, pol, lme, myf, bvf, kil, jmb, kqp, hig, mfh, ker, mew, lln, btf, kir, mpk, bxq, mxf, gwn, aiz, zah, zim, meq, dgh, bur, maf, nnn, glo, wji, mpi, pbi, gdk, swq, pcw, ckl, ubi, bde, mtl, kuh, hoz, gmo, glv, mse, xmd, tax, kqy, gab, mah, noz, zul, mdy, kvf, gdf, jaf, ndm, jim, mlw, afa, mmy, nmi, giz, sir, mub, dbb, ktc, tng, bbt, bvh, bst, nja, aal, mpg, bxe, bdm, bux, mfk, bta, ter, bam, mfm, jeu, jnj, gaa, bol, gde, juu, gou, fli, mes, bid, tan, suk, gdu, hya, gea, bva, jmi, she, ajw, jia, dim, tal, kwl, doz |
| llengües algonquines                                                         | tet, sjw, wam, nnt, mac, moe, aaq, nsk, kic, sac, pot, abe, alg, pim, mia, ats, mof, lua, mez |
| llengües altaiques (altres)                                                  | ulc, gag, uzs, oaa, eve, sjo, klj, kmz, kdr, kgz, qsq, cjs, orh, bxm, slr, gld, bgx, ude, ili, kim, peh, evn, yuy, uum, crh, dta, sce, slq, day, jct, mjg, ybe, atv, dlg, krc, bxu, oac, kjh, mlg, alt, chu, neg, nog, aib, juc |
| llengües ameríndies d'Amèrica Central (altres)                               | mih, chq, mxt, csa, pay, cus, mtx, cuk, top, poe, meh, pei, rma, qmp, miu, ctl, zor, mat, mpm, qmt, brn, vmz, miy, mab, mvg, vmx, maj, mxs, tlp, cle, miq, tee, jic, ctp, pmq, cnl, mto, zoh, cnt, trq, qmj, vmj, vmp, cux, coz, ocu, mie, mio, ccr, mim, tpp, qmh, zoq, bzd, amu, len, mig, mii, zos, cze, mis, cya, mao, pbe, pls, pmz, ppl, mxb, pps, tqt, mau, tos, trc, gym, jmx, maq, cso, mol, mbz, cta, ctz, pow, mxv, cly, gut, mjc, qmb, tlc, azm, sum, pbs, mil, vmq, mtn, chj, cut, maa, mix, qmg, pos, cco, too, chv, chz, poq, cpa, qmi, toc, trs, mit, mxy, qmy, miz, vmy, sab, cip, tpt, qmc, mir, mks, ixc, pbf, poi, mtu, cjp, tfr, azg, kua, mip, zoc, mxq, xin, mco, cte, mza, vmc, qmz, vmm, mos, mxa, mve, qmx, cjr, plo, mxp, pca, mzl, mce, mib, tot |
| llengües ameríndies meridionals (altres)                                     | ceg, run, cjo, prr, con, kpj, yar, qki, tdc, kuz, teh, des, ako, pue, cas, rem, xer, kpc, cao, mcf, hux, cod, crt, pav, xkr, ano, tnc, mcb, kyr, urz, ppv, aga, mbr, nab, acu, crq, yab, oca, hlo, xav, cmi, jor, itg, isc, ram, pui, mbj, cpp, spc, kuq, ito, oya, tuf, ywn, oti, rey, wir, xir, kob, cof, gyr, asn, kwa, cag, jiv, opy, cul, cpu, qkq, gay, ynu, jap, ome, tmf, ayc, otu, cai, slj, qkp, tob, sik, tav, brg, mca, ayo, tpk, cuj, bvv, gta, slc, yrl, jua, aap, tkf, acs, jbt, ans, noa, yae, avv, tno, pth, kav, taf, apa, bkq, aca, muf, mzr, ona, urb, ash, aoc, kbb, omu, shb, txu, coy, cbt, gvc, trn, qkh, atc, aus, tpn, gob, wca, guc, cni, teb, yau, cbv, txi, fun, asu, pah, xre, sin, yui, cin, pal, wsu, kbf, ite, caz, dan, yaa, mch, tbn, pax, yuq, cbg, mcl, tnb, kaq, gvo, wau, arh, hto, mht, cto, xmi, xra, atr, tue, tem, cbi, arl, shn, kwi, arr, arj, srr, yue, cub, pid, kre, knm, way, mzh, kgm, kui, kqq, nom, xme, trz, skf, pad, bmr, tai, mbp, aan, xri, mpq, mtp, agr, pcp, pod, pto, cht, vkm, mad, sam, ycn, cat, myy, jur, cap, jeb, gub, ten, ktx, sri, huh, tna, not, cbc, sar, bai, cav, avo, ure, adw, kay, nhd, yad, pbh, xet, cbe, mnd, cbb, gae, srq, cax, yup, jup, sey, pio, kgp, boa, yvt, mmh, mbl, mot, mzp, qks, hix, mcd, mpd, ccc, twt, kox, pbc, guh, kbh, suy, ign, sja, pbg, cah, omg, knt, myu, gun, tae, kxo, hir, cum, tux, mbg, coe, cru, iap, vil, hub, eme, guj, tba, sru, xip, awe, caj, yme, hug, nuc, nts, pak, jqr, tri, alc, xkh, axa, orw, cby, ama, cox, wap, atx, plg, pog, sni, moc, sae, pyn, cbs, swx, emo, ese, tup, kog, zks, ana, pur, cui, toe, cbr, cab, myp, yaw, bao, apu, bae, bsn, cbu, rgr, api, mcg, bor, bpb, zro, yrm, amc, pig, ara, yri, mag, pno, kbd, apn, mdz, bdc, axg, guu, bnh, aro, mbc, guq, gva, guo, ame, cpc, paj, tnq, yag, art, shp, arx, aoh, xmo, cot, huu, msp, cpb, kbc, unk, leg, jru, ttk, gum, pok, waw, kzw, xoo, qkz, pib, gnw, amr, anb, puq, qkf, kgk, sap, ktn, pir, ina, arb, pij, akn, xok, gui, umo, cbh, jaa, tnd, pta, kyz, emp, hib, myr, mmv, mzo, pab, tuo, wyr, mbn, oym, paf, iqu, awt, paz, ark, ybn, pbb, ira, lec, mts, mav, psm, cbd, caw, ore |
| llengües ameríndies septentrionals (altres)                                  | chm, dih, ser, yak, coc, mbe, waa, kjq, tbu, aex, tkm, kla, cor, kal, pap, wic, tcu, kyh, chs, cic, kju, uma, kee, coj, crz, pao, ute, sei, cup, poo, thh, tix, paw, yok, pmw, ntp, lmw, puy, huv, hvv, peo, skd, mrc, ari, sal, sut, chl, kio, wao, stp, yuk, par, css, sht, csm, bue, mik, tla, wac, wit, kaw, hve, hop, shh, peb, chh, eya, tuk, chd, mov, ncg, tpx, ynn, ine, tep, pef, sis, veo, tll, tew, com, tac, nez, pej, yuc, atw, tow, csi, cok, pmb, ncz, aes, pie, qui, cos, tao, cku, tsz, mon, cid, yur, yuf, akz, klb, twr, mkq, krb, war, boi, nsz, peq, ton, pua, ale, wiy, cst, var, tub, vmv, ppi, yaq, hch, may, pia, nsq, esq, tpc, clo, obi, yum, tar, kii, opt, nmu, hue, mai, git, ach |
| llengües apatxes                                                             | apk, apj, apw, apm, apl |
| llengües artificials (altres)                                                | eur |
| llengües atapascanes                                                         | tce, tgx, tau, bea, gce, car, tut, wlk, tfn, aht, hoi, taa, tol, haa, sek, mvb, koy, che, caf, chi, ktw, tcb, tah, srs, ing, coq, kuu, tuu, bcr, txc, kkz |
| llengües australianes                                                        | nyv, bzr, wiw, zmm, gww, djb, yia, rit, nju, wua, vku, ddj, pnv, dbl, xmy, ibd, pii, mhg, pkn, wik, lmc, wlg, yil, drl, gdh, zmg, djw, bcj, dyd, wim, zmk, gnl, qkd, nbj, kky, waq, aly, jao, wux, yij, gdc, aer, gyf, aoi, bjy, wmi, jng, pti, mpb, nrl, pjt, bjb, xmq, nid, nnr, wdu, ywr, kvs, kda, kbe, qku, gvn, nay, lby, bvr, wbv, kld, err, lrg, jig, zmv, nuy, awk, zmr, wrz, nny, kjn, unp, zmt, vml, nam, ylr, nbx, mem, nna, nyh, wnd, aea, ant, ggk, guf, urf, mpc, vka, dax, ugb, dhl, yiy, wlu, bxn, gdj, wdj, thd, gbb, wbt, umd, gnr, wrm, vmb, mec, ktg, wgg, yww, bxi, gwu, wgy, gni, mph, djd, dhr, duj, bxj, gbc, qkl, vmu, nys, djf, nug, dyn, tbh, kgl, nig, wkw, wga, ggr, are, mpj, bdy, pit, giy, nji, gyd, fln, wri, wnm, wrg, amy, gma, wyb, zml, gue, ard, dhu, gbu, zmj, jay, mnt, nrx, lbz, piu, lnj, alh, amx, ung, wub, bia, ayd, nnv, bpt, bym, awg, vma, wrw, nlr, mwp, uwa, kkp, bck, yub, gnn, mep, ynd, tju, umg, wil, rmb, dyb, dif, dji, zmd, mfr, wif, wrl, gge, gbd, nly, gia, wrr, gyy, nxn, xmh, kba, wrh, aid, yii, nad, wrb, gcd, kux, gla, bjd, wmt, djj, wih, adt, wmb, ngk, vmi, qky, amg, adg, nck, amz, zme, dyy, kdd, ktd, kgs, wij, typ, wig, djl, nyx, ump, nhf, mwd, wie, ggd, zmc, umr, pnw, urc, xmp, tiw, zma, wbp, djn, gup, dit, woa, nmp, nyt, zmu, djr, zmy, mwf, nmv, ntj |
| llengües autronèsies (altres)                                                | lio, tls, bqr, bch, asl, kkk, cia, onu, pdn, dac, lun, ttw, mqn, tgg, liw, myw, vao, btp, nsw, bnb, puw, don, hiw, txs, tlx, tgk, ttg, msn, pen, viv, xxk, fos, tgo, llk, bdd, kkv, dor, hul, wsi, wlr, tnx, ppr, tjg, lew, tns, tes, blf, pwn, urn, snc, buc, kzj, lcs, mss, mgm, sew, kzi, bny, bki, bep, sns, krf, xmv, lmr, low, ssv, oum, apx, hov, faf, kqv, plb, hot, kxi, alp, mqq, dro, sdo, nbn, sib, sjr, mrn, blj, ktm, mkv, xkn, roe, ora, ple, laz, bcu, suf, bsy, san, mna, srk, llf, lmv, pna, bsb, btr, duw, riu, tnk, rak, udj, bcm, ghn, aua, snv, vms, bnk, ttv, tbo, tmr, rri, hik, mhz, bfg, lgb, mxr, loj, alo, nxj, lcf, mvv, ssz, lvu, sbc, kqf, plm, nsn, lib, lbb, kqr, krq, lbq, mqa, mrq, tlk, jax, mvr, sob, spr, mrm, ruu, wbb, nmb, psn, lmj, aty, aui, lkn, koa, mcy, pni, akg, oni, pfa, tgs, ktr, bzg, jaj, bgy, paa, tkw, jaz, bvk, kyi, lgi, mwi, bsd, bvt, pma, ree, sko, fut, rga, nen, loa, bhq, mjm, nae, llu, lcm, urr, erw, rot, ane, lbu, tsr, pnm, byd, dpp, rmm, crc, upv, kHz, kij, spb, smn, mme, mlu, pme, bnp, djo, nua, mhy, vlr, dea, ncn, smr, snb, nkr, meu, scg, wab, mfa, kxn, tpz, abl, bwb, ppu, aok, etn, dmg, vbb, bay, urv, tbf, sov, srf, ahe, gop, waz, alm, nwi, jal, kem, num, slb, bvc, nni, dob, tzn, ptr, bgt, otd, bcx, pli, ppm, pri, cir, stn, kae, lbv, wru, pku, pne, woe, tdj, emb, tnn, txn, bth, mxm, kji, lmb, xay, nxa, puc, bgz, mkm, rai, mzz, tve, nke, kve, mzq, tln, hti, ssf, kxa, twy, arn, bbn, lce, szn, txa, aol, kei, loe, xmz, ave, tnj, lga, mwa, nfa, ptu, xem, klv, grz, akr, tte, pnp, alv, nrm, mft, bxa, drg, heg, mpy, mqi, msi, bpa, kzu, tmw, nuq, aor, apb, bhz, cml, xky, svb, dtb, bsu, bve, tva, pee, srj, tbj, ila, mbq, xkm, hob, wyy, ltu, mee, nee, mly, whu, psw, ire, ubr, bhv, bos, agf, wha, nem, sij, lrv, dix, dsn, lhn, seu, uli, bup, lti, zka, akt, and, mxd, txm, emw, pkp, gve, kse, bke, bnu, tbe, sre, lji, mzi, dad, uga, niu, lbx, mqy, tev, xmm, rae, sxr, lwe, nea, lex, mth, plx, tdn, gfk, huw, mvd, mvn, frd, ahb, tmn, tvm, skz, gnq, tmi, vnm, bne, una, lmf, coa, kzd, rth, mbh, mla, ksd, pex, grm, ptp, mlt, avb, spe, tum, mll, sgz, mky, lox, hon, uur, ssq, mui, gri, pel, dij, goq, aut, boc, brs, ulm, wmm, adb, fud, bsm, aps, bac, rjg, kyd, nkp, bzb, ksx, kvh, tmb, swu, sda, mrp, raz, ksl, lcq, msq, dmr, qms, rkh, bkr, goo, xke, kwh, kzx, ski, slz, tgb, max, ubm, lpa, dyk, mqx, hvn, xah, tti, wed, xkq, dmv, bmn, vky, yly, bkz, txe, kwd, kzt, brr, bnd, lra, tlr, tpv, duq, bed, mmm, sve, lmy, wkd, bnr, apg, mte, leu, xdy, kly, gvs, mum, syu, umi, kje, mkt, trv, sbv, ssa, wal, ais, pop, ptn, put, mnl, pix, sbb, trb, lmq, pun, mgl, gsa, tsy, aia, dgg, toy, kxd, abf, kqt, lmu, bdb, kpd, blz, slu, kud, xmu, ste, suu, uge, kli, nil, ylu, nxe, lwt, mox, bjl, mpx, mva, bnf, bwa, lmt, llp, pat, bvu, rro, kzp, end, fwa, pmt, pek, lix, tlv, mlx, bzh, mwt, hud, idt, mmt, aul, sya, bnn, yob, tay, sai, mqp, nap, tgi, mmx, uve, rug, kge, vme, mrl, llm, ttu, tdu, krd, xmt, brj, emi, tgq, jvn, mpl, knh, aaw, bpg, tom, hgw, msu, mqd, bwv, bjn, plh, ske, gdd, get, mkh, pgk, dww, sry, tlz, tlu, lgu, lje, sky, kuk, nek, myl, tdi, cal, toa, gzn, val, gil, eno, erk, wah, dtp, pmc, dmp, mjk, kbm, gip, wtw, zeg, bmk, mmg, sau, uvl, sma, sbe, tre, vnp, kgx, szd, mrs, nul, bzn, sku, sne, nnd, hrk, nvh, ley, lnd, gar, xkd, tmy, let, mtd, lgk, ors, sly, smi, mxe, ttx, wrx, lka, llq, mel, lek, wmh, sdm, mqc, blq, lgl, pnh, dok, bpk, pec, sge, biq, bzl, pns, pwg, dbj, swh, meo, nal, jmd, vlp, pss, aai, sgu, mmw, mtt, kcl, qnb, knl, baq, iff, wet, lml, xkx, bek, dru, ljp, sdu, kzl, bhw, dkk, txx, tnp, wrp, arg, nmt, lid, lht, pnc, elu, row, amq, tlm, dtr, frt, zmi, lww, bjk, beg, whk, tih, hit, kvp, lcd, mvt, azr, wad, kbw, mvx, irh, tni, elp, wgo, ddi, khl, nxl, tld, tmt, puj, twp, pdo, sih, xmx, khc, kis, mvo, sdi, alu, mpo, slp, weo, tql, mek, aek, lbw, kjk, wat, amk, ptt, pud, iai, lcl, mwh, wow, ppk, lcc, aji, bcl, wbw, nlg, nmw, lmg, vkl, nss, reb, mog, aie, tpa, skh, pkg, kjw, gmb, ktk, ljo, xkl, klw, vkt, jak, pmo, aud, dua, sol, nmk, ttp, eni, anx, tid, kag, tmq, atq, raj, skp, mbk, mvp, tuc, sdx, agw, woc, hah, app, ogn, llx, nkk, plz, hoa, ljl, swp, mfb, lur, erg, skx, kxg, asz, min, wnk, hrr, lad, ues, lih, pse, amv, lnt, bbv, ptv, puf, ncc, jae, bls, bmc, ism, dup, klx, mwc, auq, ckv, kjc, byq, mwg, nrg, bna, kvo, baj, kod, jas, tnl, xmw, rir, kys, dms, gal, apr, knx, wgw, vnk, kbt, lod, rnn, hla, kvc, kdf, drn, meg, mqg, dun, mhs, bug, mmo, yml, ilw, buk, wuv, srw, rpn, ges, nho, bat, far, ilu, wag, piz, bvd, ymn, rob, tkd, tnt, nak, imr, rej, grw, ksg, nur, kvv, ncf, nrz, bnq, tbc, gei, pyu, sps, kgb, pez, wew, woo, deu, ddw, tvk, ada, vrt, sio, kpg, kqw, law, bty, jau, mno, vkk, lgr, ror, sbh, tox, orz, myn, hbu, piv, snl, vmg, kzs, spg, kxr, szw, huk, ymp, mqz, orn, gga, ykm, cam, wlo, bxf, kjr, sad, xks, mrk, vrs, bwd, mwv, vmo, blp, aaz, kng, lrn, tlt, tkp, duf, pzh, stw, tgp, mpr, osi, lnn, bkn, rtm, ler, hao, mpn, sww, tvw, kvr, ums, oyy, bcd, brz, bhp, btj, tlw, ssg, kdk, omb, ray, nxg, mln, tio, kvb, kzf, mrv, urk, pif, tbx, mdr, goc, wwo, kuv, mqj, yrs, kzb, bld, kwf, utp, tnw, ykk, bxh, sbx, trx, dkr, wmn, skl, vko, wiv, mnv, bzq, ltz, slg, smw, los, nms, ssw, mlv, mrb, mwo, tgc |
| llengües bàltiques (altres)                                                  | prg |
| llengües bamileké                                                            | xmg, bko, nwe, nnz, nnh, fmp, jgo, bbj, byv, nla, ybb |
| llengües bantus (altres)                                                     | swk, kzn, nbl, khx, baz, cjk, kel, mff, bja, fug, pag, pic, ccg, snq, vun, sub, reg, tek, rui, add, nkc, vut, ndk, nde, liz, boy, bri, suj, chw, nge, ken, lnb, bau, vit, mcx, xmn, gyi, bju, beb, bfm, boe, bqt, bnm, oso, nfu, lmx, mws, byy, lav, bkt, byi, bgj, agq, vif, ifm, jij, toh, mun, nim, vin, bou, bre, bej, bdu, bzm, kzy, bvb, bli, bmy, bni, dmo, yam, koq, dug, eko, mmu, bce, bcp, bqu, bum, www, nml, lum, hum, kck, nhe, kkq, kwc, ngc, sod, tbt, ked, luy, lus, bma, nso, nba, lel, jin, kbi, bkj, haq, hba, bkm, ikz, tec, bwt, bui, hem, btb, buu, suh, coh, wmw, kkw, mdw, old, auh, vid, mdq, koo, sag, dhs, mhk, job, ida, tsv, chg, xmb, loo, mbu, lue, mdu, nbd, twx, nlo, han, pem, dig, ngj, gwe, slx, mho, sbm, myx, xma, lgm, kki, kny, sng, ymg, lal, kid, nyd, isn, nuh, sxe, nbv, bax, loq, hav, nyu, bbi, tsa, vmr, mhw, ngz, dbo, rur, isu, jku, hka, tap, mdn, puu, mcp, gua, gti, boh, poj, seh, mgr, mhb, ldh, nka, brl, mgh, wun, abo, xmc, bip, yav, bec, zyo, baw, hij, diz, tlj, mwe, ndo, ppp, mdp, mct, mfd, rim, kdg, tsc, tvs, bfd, nra, ebu, bil, dez, bkp, cwa, dav, bgu, yaf, ntk, zmx, leb, mlk, vau, akw, bwg, bmg, ndc, btc, per, abm, cwe, hol, nle, sog, zmf, dir, suw, bss, eto, ndq, nto, nmq, kcv, soo, sgi, nyy, bmo, yat, wdd, koc, heh, poy, keb, bml, asa, fom, ael, ndb, ncr, mvw, tmv, pof, mgo, bbk, dzn, twn, ndn, shq, nsx, tha, flr, diu, kgt, lke, hay, knp, rag, oml, sgm, bxp, ruf, axk, swc, vmw, zak, gey, kaf, ttb, tel, ukh, ksf, leh, yko, ngn, kwn, ags, smx, sgo, kbs, jit, tez, twl, zmp, agh, mgq, ngv, sat, ngp, zmb, ofu, uta, mlb, fwe, nsc, ksv, ncp, ksb, ndr, fum, nnx, ngr, sbk, cce, ngd, ymk, mxo, mcj, mxc, dov, nyc, lej, ngl, zmn, kcz, bbg, oku, bin, mmz, bbx, ngf, pkb, kty, nds, soc, biw, ron, yns, lag, hom, sbs, weh, nhu, kwq, ngq, biz, acb, swj, nnq, kzo, mma, brf, lai, ekm, lgz, mwz, fam, bfj, kwy, ngy, kws, mak, knf, rnw, khu, nye, bvx, tga, nkn, rwm, kya, khy, bdp, tke, bkh, bnx, isi, nui, mow, zaj, sby, toi, azo, ndw, bxx, bwl, szv, ziw, mfu, zms, mgg, mck, bez, bav, pny, byb, nje, kwu, ngu, mbo, mea, koh, mtk, ngo, buw, mfo, mkk, mpa, nyg, swb, smd, doe, ttf, bxs, nyk, bqz, dii, kmw, soe, hke, bvg, nmg, bwc, bwh, rwk, bul, yas, rnd, sop, ass, zmq, kkj, sox, kdc, tny, mgs, kxx, nih, mwn, zmw, mxg, bws, gog, dhm, etu, iyo, soz, mgw, syi, rub, yey, ttj, lup, uiv, nsh, wum, nym, sbp, pbr, bbw, ttl, kbj, baf, nbp, kde, nte, nnb, mgy, dbm, kuj, rof, sbw, lem, doh, ost, szg, mya, lim, cuh, kiz, ato, kdn, luj, nlj, dod, sws, kcu, mzd, wre, bqw, fip, nbb, mer, nya, bqm, leo, lik, ynh, bkw, mbm, bag, kvm, kcw, mgv, bzz, buz, men, mij, bqo, ncq, nda, cug, bkf, ben, abb, myg, two, bmb, bzv, mgz, nkw, guz, kwm, llb, bbu, mny, btu, bmw, shc, bwz, tik, vum, hoo, noq, anv, bxg, lwa, ckx, sie, bww, blv, myc, nne, bse, buf, yel, bbm, ilb, gwb, wbi, bzo, dne, bbq, ndh, emn, nxd, bmv, vmk, ruc, kdz, nuj, dma, gwr, lnz, ndj, kme, ndd, seg, szk, amb, yom, kix, lie, mye, won, nyf, piw, njr, wbh, bsi, ndl, jmc, ktf, shr, nzb, asj, nse, xkv, bby, kqn, jms, teg, lch, tii, ned, nmd, mdt, mzk, kiv, pmm, jar, nix, lea |
| llengües amazigues (altres)                                                  | siz, auj, gho, tia, mzb, grr, tjo, gnc, sjs, jbn, tzm, rif, swn, gha, shy, jbe, sds, shi, oua, chb |
| llengües caucàsiques (altres)                                                | khv, xmf, gin, bdk, ddo, kap, udi, uby, lzz, ady, kva, rut, agx, huz, tin, kpt, kjj, cji, jge, bbl, tab, abq, sva, ani, kab, inh, bph, arc, kry, lbe, dar, tkr, gdo, akv |
| llengües cèltiques (altres)                                                  | sth |
| llengües *chamic                                                             | cja, rog, rgs, cjm, rad, cje, hro, roc, huq, jra |
| llengües criolles i pidgins (altres)                                         | nag, ccl, njt, pml, kcn, ktu, mkw, bbz, tdt, ccm, bew, fao, bxo, snj, cbk, oor, mhh, ihb, pey, uln, dep, pga, onx, gib, bpl, sta, bal, brc, mkn, skw, fly, dcr, mod, pln, pea, sci, abs |
| llengües cuixítiques (altres)                                                | kxc, xan, bds, qim, jii, irk, ssn, alb, gex, gdl, muu, dsh, liq, tsb, dal, wka, ggh, arv, gwd, drs, bsw, qma, elo, wbj, aas, byn, tqq, ssy, dox, bob, gow, dbr, awn, bji, bnl, xuf, rel, hdy, orc, ktb |
| llengües dravidianes (altres)                                                | kej, mjp, mrr, kfg, cde, kev, kfb, gdb, brw, kep, mut, bha, pcf, url, pch, kwx, mjv, abj, mjt, svr, qka, vmd, tcy, kmj, kff, peg, gau, kfh, wbq, mjo, mjq, keq, kfa, kxu, all, nbg, vis, bfq, kpb, kfd, iru, qkj, nit, mha, kxl, muv, sle, brh, ull, pcg, nuk, pci, mjr, yea, yeu, tcx, qkb, emu, kfc, kfe, daq, mju, fmu, aaf, kfi, kxv, hoy, bfr |
| llengües eslaves (altres)                                                    | czk, rue, csb, pox, rsb |
| llengües filipines (altres)                                                  | aqn, kqe, ays, atk, ifk, prh, bln, blx, tiy, kne, agz, atp, bdr, sna, mdh, tne, duy, bks, bnc, tdy, atl, duo, kll, iti, sjm, alj, ath, sse, btn, kmd, inn, bku, kgh, kml, slm, ayt, abc, bgi, cyo, ill, bhk, kmk, sml, ifb, plc, btk, bto, myt, agn, sul, dgc, ifa, tiu, mst, bis, plw, sit, msk, ifu, akl, rol, agt, loc, pwm, iry, sbl, bdg, isd, iwk, klg, ivb, ilk, agp, ify, mrw, kak, ivv, kkg, agv, kyk, mtw, ksn, tgt, abp, tbl, due, ymi, plv, dyg, bnj, abx, kyj, ksc, daw, msb, tsg, kyn, mlz, suc, atz, sus, twb, att, cts, mmn, srg, knb, smk, ibl, krj, ayy, agy, tbk, agk, cps, abd, atm, mry, tbw, stb, kyb, kan, hnn, bik, bno, tis, itv, blw, btw, cau, srv, sgb, itt, ibg, skn, dul, itb, ktq, bkb, yog, gdg, yka, gad, laa, bdl |
| llengües finoúgriques (altres)                                               | krl, olo, mdf, mns, lud, fkv, vep, izh, fit, mrj, liv, myv, udm, kca |
| llengües germàniques (altres)                                                | grn, frs, frk, yih, stl, vel, frr, dlc, act, cye, swg, scy, vla, snk, wev, non, twd, cim, wep, gct, geh, jut, vmf, wae, kor, yib, gsw, rmd, pfl, rme, bar, rmu, vee, sxu, rmg, gos, jmk, vek, qmo, pdc, drt, sli |
| llengües indoàries (altres); llengües índiques (altres)                      | gbl, qmv, psh, gwt, dry, mki, tkt, prn, ggg, gig, bjj, pcl, mby, khw, glh, cdi, clh, bkk, gwc, ccp, sdr, xka, bhb, ksy, ahr, mke, aee, sbn, hns, gas, skr, lrk, gjk, myi, wsv, smm, gok, kls, jav, btv, ush, rei, ort, bdv, bmj, haj, dhw, tpe, ssi, lhl, goj, cih, tra, dub, hin, hno, dml, ved, wbr, kex, nli, ghr, bpy, bqi, bhu, rtw, bfy, kfr, bhe, bge, dcc, dho, gwf, noe, trm, dmk, tnv, thr, lmn, bhi, syl, vah, thn, aeq, rmt, kbu, hlb, rjb, thl, plp, key, pmu, kfu, hif, phd, qkt, smv, hne, saz, bhx, kfy, cdg, tkb, dhn, kra, dgr, gbm, mjz, gom, thq, vas, gra, qmk, vaa, sdg, phr, bsh, soi, bgc, wbk, phl, kvx, bhd, dra, kyv, nhh, paq, mvy, bgd, mkb, kxp, dha, trw, lss, duh, jat, bns, ask, vgr, the, kft, scl, aag, thg, khn, bgw, sms, odk, vav, jnd, plk, thb, usi, cit |
| llengües indoeuropees (altres)                                               | aat, cpg, yej, bdz, pnt, luv, rmi, rge, aae, tsd |
| llengües iràniques (altres); llengües iranianes (altres)                     | drw, vaf, shf, goz, ttt, smj, zum, rdb, vmh, rat, gzi, bhh, tib, ydg, nyq, gbz, hrz, shm, tat, avd, siy, kjf, phv, prc, tks, oru, lrl, sqo, mzn, ktl, lsa, bsg, kgn, sgh, qkv, srh, soj, srz, sgl, sgr, rsh, zzz, tnf, kfm, atn, hek, okh, glk, mnj, xkc, bjm, haz, prp, ntz, aiq, prd, bdf, esh, lri, xkp, hac, yai, wbl, xkj, sup, fac, tly, deh, wne, yah |
| llengües khoisànides (altres)                                                | hgm, xii, hts, huc, gne, ngh, kqu, gwj, knw, xeg, oun, ake, hnh, shg, kqz, xuu, aue, nhr, gnk, kwz, naq, vaj, mwj, det, hie, nmn, xam, ktz |
| llengües maies                                                               | cak, yua, quc, itz, mop, cac, mms, mhc, tzt, ckj, ckd, ckf, jac, kek, cob, cun, poc, agu, tzh, cnm, mpf, mvc, pob, tzo, chf, hau, quj, quv, knj, ttc, ixi, usp, lac, yus, ckk, kjb, tzc, ckw, cbm, caa, acc, mtz, qie, ixj, cti, tzs, ixl, hva, toj, hus, tzz, quu, tzj, cke, mvj, qum, cki, tzb, pou, poa, ckc, ctu, tzu, tze, acr, mam, jai, qut, poh |
| *llengües manobo                                                             | mbb, atd, mba, mbi, mbd, mkx, bkd, msm, mta, mqk, mbt, bgs, obo, cgc, mbs |
| llengües monkhmers (altres)                                                  | tmo, jah, llo, cho, nev, jeh, btq, krr, mnq, kxy, dnu, hre, lbn, kfj, yin, mra, kxm, pry, roh, ply, ren, mhe, pce, mtq, mga, cua, tef, scb, ril, tgr, huo, cbn, blr, lwl, jhi, knq, lmm, ssm, pnx, aml, kjm, hal, prt, kta, jeg, bgl, thm, scq, wbm, tdf, spu, xhu, tdr, nyl, kdt, sea, tkz, pkt, bgk, kgd, mml, hnu, hld, oyb, phg, tnz, ang, qak, kpm, sii, sqq, sza, swe, mqt, cma, chr, cno, stu, tth, brb, tlq, tpu, sti, brv, caq, prk, uuu, lnh, stt, tou, cwg, mnw, pac, ngt, mng, bdq, bru, sed, tyh, mzt, smu, pbv, oog, bxt, puo, mnc, moo, xao, lbo, kns, nik, kjg, kgc, orb, thx, prb, lcp, nuo, xkk, tto, skk, pcb, scc, bbh, sss, xko, tmh, mnn, ktv, kuf, syo, mlf, khf, krv, cog, rbb, irr, ncb, alk, stg, szc, aem, sbo, rka |
| llengües mundes                                                              | biy, juy, kfq, srb, mjx, kfp, bix, hoc, asr, agi, pcj, muw, khr, ksz, gaq, gbj, trd, bfw, jun, lbm |
| llengües nigerokurdufanianes (altres); llengües nigerokordofanianes (altres) | ldl, ehu, rax, blo, yay, mxl, boo, pnz, bci, sbd, ldp, ige, dos, goy, tlh, afn, lmd, kub, neb, nfr, bka, buj, kbp, msw, mcs, mfc, bcg, ukw, bsc, nmz, nqg, fuj, ruz, ish, bsv, wok, agb, cib, shw, sig, its, jni, nbw, bok, awo, dya, mbv, esm, ido, yba, ssl, ggu, bsx, ogb, doo, ibe, kno, tod, sep, bov, okr, ssc, kos, sil, iby, mzw, dgi, kcg, kgo, vag, abn, zna, nkz, dow, ica, moj, anf, kes, pmn, byj, kqs, las, lig, bmd, igl, nbr, bvj, plr, boz, llc, klc, kwb, ngb, bkv, kao, klo, sxw, vig, nin, ijj, wja, kow, pan, okb, box, mgn, bmf, bcz, kqg, kxb, nhb, xwd, kpk, nko, bqf, kcc, gwg, jbu, akd, iki, aab, abr, ile, mtb, ldb, kho, naj, jwi, kec, cwt, mwr, bcn, akf, pcn, sts, nar, kzr, aik, ayb, ekp, asg, ahn, dum, sho, mev, gel, mfn, tdo, kfo, pon, dyi, gbg, ogu, pbn, mwk, gng, ibr, jrr, ekr, cfd, bgf, dbd, gan, kov, tug, lef, rin, snw, ruy, kef, bus, bqa, aaa, kmb, gby, nbm, bme, mfv, mgj, gej, kib, nyb, kcj, kfz, nuv, kaj, myk, muo, laf, bqg, msj, iso, kcr, mxz, myj, grc, aba, bim, kas, mzv, cfa, odu, ldg, kcf, khj, knz, lan, mlq, lar, pnq, acd, bfo, sfw, nmj, igb, bly, lor, ver, sos, pai, bqc, aku, yer, dog, afo, ikv, kez, xkb, gwx, gke, mgi, wem, btt, bud, tig, ego, awa, bte, ulb, nmr, ntr, opa, yky, bsp, fiz, jib, bes, buy, pam, dga, wrn, bbe, ema, yre, izi, szr, lok, amo, adu, tuz, dai, qml, ikp, bsr, wan, mor, lnu, moa, kqm, evh, wof, gpa, tbz, lma, lof, cli, mdm, idr, etb, bbo, ife, ibn, bub, ajg, heb, oke, kdm, ntm, swf, fap, kar, nkq, nzy, tag, ndv, kma, man, adj, awc, gsl, dio, oda, tgw, wbf, bys, tir, ndz, yen, duz, nlu, kym, kci, yng, ahs, bvo, afe, krm, aha, shz, ich, dux, guw, usk, nnu, ati, gnh, taz, rod, moi, sef, yun, ckn, vkz, fod, mku, tms, bmq, wss, gmd, abi, kmy, bjt, wav, pra, ijo, ori, yaz, mae, nku, ldj, scv, vor, obu, tlo, got, cbj, stj, dur, dbv, byc, ndu, gbr, grh, iri, ayi, ndi, kye, naa, nie, ahl, sev, fll, mfq, aum, dnn, zir, olm, ccj, uji, ava, kxe, cch, die, dag, ksa, mua, jub, deq, tnr, aks, bjg, kka, lia, uba, brm, ksm, bxw, kbn, yal, saf, lee, fan, glc, bwj, ged, jud, mru, ble, xwe, orx, kza, ncu, kmi, dmm, mda, mni, bsj, seb, mzj, sav, tqr, gna, kku, tdv, pil, okp, deg, gdi, wci, wom, nti, nkx, atg, vki, bsl, sof, pbl, bqp, sen, hag, geg, luq, nza, kut, goa, uda, pbp, lob, utr, juk, uha, lbi, bzx, bqv, aye, geq, mkl, bof, bqj, keu, uku, une, kst, snf, tbr, dbi, bnz, juw, kni, biv, byp, dae, bxl, ije, toz, ayu, ukq, ula, ndt, bqx, kam, hoe, kou, alf, kkm, kha, gyg, sym, fer, sgn, tye, dek, cen, ikw, dop, cha, csk, bdj, kau, tui, kia, kcq, lla, thy, lom, seq, ayg, gye, gba, beh, bij, aug, eke, kce, bcb, ibm, sde, fal, dud, mql, okd, kdl, ald, tdq, krx, skq, cfg, tiq, bab, abu, ebg, gbw, cpn, noy, umm, fir, sqa, tbq, muh, itw, mdd, iku, bky, ibo, ogg, lip, kpl, obl, bsf, efa, jab, bif, ogc, eki, epi, wud, kdh, pug, kcp, jmr, kga, wwa, fah, tgy, bkg, cae, kmp, jod, juo, yes, jid, res, tvd, cbo, ibb, tbm, enw, jen, bgm, uya, urh, pym, bda, eja, pbo, dza, doy, dri, krh, dyo, kdx, keh, myq, kch, bbs, bcs, soy, dgd, ras, oks, eot, elm, sqm, tam, nup, lop, mfg, loi, dec, ets, krp, anw, eze, jad, gix, bba, mxx, cou, lgq, ukp, itm, bgo, akk, aiy, wlx, sga, guv, adq, ruk, nat, any, mul, kat, afu, nbo, zhi, idd, cry, bga, tul, glj, jer, gur, ala, spp, kpo, bun, iko, ebr, bib, nnw, ann, erh, sha, ijn, agc, oss, lro, wib, dgs, mas, gnz, ldk, cko, ikk, sqh, avi, gkn, tey, ngg, eli, bvi, ade, gol, jow, gwa, lao, kad, ybj, bwu, bze, idc, ldo, bzw, klk, akp, msc, xwl, nzk, xkt, ide, kqk, lak, bom, bff, bcv, otr, bkc, bzy, kus, enn, kug, hhr, orr, tdl, kzc, maw, bwq, mko, ybl, nns, iya, xkg, daf, kkd, tsp, tfi, acz, kss, gux, naw, gbv, tcd, kdp, bwy, sld |
| llengües niloticosaharianes (altres)                                         | lkr, fuu, mdi, klf, niy, blm, lgn, ikx, kyq, kpz, laj, mge, dak, kdj, koj, gvl, ndy, tsn, myb, sun, oki, avu, mde, bdi, kmq, lam, byg, bfa, mwu, bmi, tuv, aft, kln, efe, bdh, bex, aam, sbf, rou, qmd, kie, mhi, liu, dau, kom, sbz, mqu, mpe, koe, yid, mne, sbj, jum, kcy, tuq, dsq, lmi, khq, kdi, hmb, gbn, nyi, mwy, asv, vae, kby, adh, shj, kum, suq, kcm, mvu, tuy, udu, lul, enb, thu, krt, gle, alz, amj, twq, omt, jyy, mwm, ndp, byt, guk, msa, mym, teu, ksp, nyp, map, njl, mwx, loh, bvq, kth, tle, anu, teq, lot, tda, spy, mxh, luc, kbl, mgd, pko, mdk, kwg, lky, yul, lpx, tbi, led, saq, sba, mgc, bdo, tma, lug, atu, nyo, mdg, lwo, dje, aja, fur, keo, toq, kqh, nus, djc, tex, nsg, bct, div, soh, wti, keg, daj, krs, hor, ddd, glu, dgk, zag, nmc, den, kxj, kbo, nnj, bxb, bih, kwv, mfz, les, shk, log, zmo, mgb, bxv, lno, omi, did, mdj, gqr, fgr, miv, nrb, tcc, sys, teo, muz, bot, mur |
| llengües nubianes                                                            | wll, kko, elh, knc, brk, dil, drb, ghl, mei, fia, kdu |
| llengües otomang; llengües *otomí-mangue; llengües otopamé                   | otl, otn, qmn, ota, maz, otq, otx, ott, ote, otm, ots |
| llengües papús (altres)                                                      | yuo, umb, ipk, boj, abz, grs, stm, bcf, wmo, nca, afz, orm, awr, cjv, bit, doa, fat, mze, mmp, roo, siq, amp, rwo, khm, aoj, spm, dem, kpq, tsx, amt, mlh, imo, kqa, tgu, ahh, irx, ong, mnx, nfl, kih, nxx, tmu, lnm, snu, kwt, msy, kjx, mhl, auw, siu, tei, kzh, gim, gka, bzf, age, tst, kql, ork, nax, qke, ret, bir, lei, mty, igo, eri, kvd, wod, rok, owi, bnv, wsk, med, yva, mrx, wai, lwd, bhf, tci, kup, adn, net, msl, uis, sim, dmy, tcm, mpt, goi, asx, dol, wlw, wak, sbi, smq, lau, myd, afi, kcd, bop, dnd, kkl, usu, agg, kop, knd, kmh, ekg, wrv, khp, aom, upi, bnt, yrw, tnm, kct, wln, nud, utu, igg, ymb, spi, blb, skm, rmh, kyt, nec, mps, nac, bye, bjc, mlp, kmt, mqw, bpp, agm, kmx, klh, yby, bxy, qkr, wut, sem, grx, goh, dei, ado, wno, klp, pby, akq, krg, usa, wfg, awh, mdc, gsp, noh, fro, mbx, tby, prm, yki, tad, wer, tim, pda, akc, mcc, brq, dmu, aos, kol, kpx, wsm, qkx, ssd, awj, klt, tcq, soq, dna, aoe, gsn, ggl, bco, vam, dbe, wul, pgu, pin, set, sbq, aog, awx, snx, kjd, foi, fry, mfw, sst, nux, mbw, sny, tnh, mds, mvs, rwa, nis, ago, aac, tft, kmo, kwo, tpi, mux, sot, tbd, kjs, mok, ate, auu, tty, wnc, rao, kok, lll, khd, kit, bpu, spd, tzx, lvk, nbk, kax, srp, tbp, kvg, boq, kyo, miw, kuo, szp, bbr, aww, wos, aki, nnk, ygr, kdw, auk, lkl, sll, xar, bwm, sel, ssx, gdr, dnt, anh, bqb, gbf, nlk, bbd, sbt, trt, kbx, kpw, swt, gdn, ykr, gcn, yra, lgt, urx, tya, bfe, khs, mkc, niw, pep, rac, zmh, gnt, aya, asy, msx, kgw, ber, kvw, flh, agl, uro, lol, iou, yle, ylg, wla, enr, bwk, mjb, sux, ttn, kyc, nic, abw, dni, etr, mhf, pnr, aad, bua, yis, aun, mgk, bad, tip, abg, bow, urt, trh, asd, avt, arf, bbf, pru, kxw, kyg, nas, mqs, gaw, aby, bry, snp, nco, mgf, kig, mej, bjr, nps, srl, duk, wax, ynl, fad, nks, dia, opk, nkg, prw, kiw, mqo, kew, six, sah, sug, grq, gao, mkr, kzk, wbe, alx, tvo, awb, kro, buv, byl, yli, anj, ydk, mcz, uvh, kbk, tmd, pgi, daz, bmh, siw, woi, kms, ino, mjj, nej, uhn, niz, mxw, amn, dev, mtg, tua, noc, rmk, jko, bvn, aup, pau, yut, stk, nan, kto, dmc, zuh, msg, kkc, mmb, qqk, tml, pmr, meb, osr, uri, nir, ons, ham, mjn, byx, bxz, but, opm, ksj, kvz, apz, dof, bql, bpv, kco, mso, skc, aif, wsa, xkw, amm, yuj, bdx, bef, smo, kps, kqc, wtk, tww, wnu, yss, nnf, dah, kgf, aur, nif, wog, huf, kzz, onn, mtc, etz, jma, kxz, cga, gnm, sic, mvk, bmx, byr, ppt, ksr, urm, imn, bzp, spk, nob, elk, igm, mdb, lsr, mcr, tlg, kgv, opo, can, byz, mnz, bjh, ufi, bgv, iws, mrf, fag, hmu, dui, faa, ped, mqv, sks, stc, nib, wrs, mcv, mkz, ukg, tcg, mxk, ghs, mzf, kmg, kbv, aic, rea, nof, kqb, bmp, fau, fai, jbj, mxn, gvf, fas, bpo, gyb, bti, mqr, ner, mwb, kcb, oue, apo, ulk, ppq, pnn, smc, kin, itu, grg, geb, svs, slw, smg, waj, cjn, gak, wiu, msz, onj, saw, tpg, gai, sao, bzu, aqm, koz, kgr, nwr, knr, qkw, naf, mpv, mqf, yon, gpn, tko, luf, duc, kkb, mqe, ppo, tds, ape, pux, bhg, kmf, bpm, brp, mrz, ywa, seo, taw, kwr, kpr, wnp, ali, big, klz, ran, kmn, yee, doi, ttd, aak, van, gam, rhp, bie, ayz, nxr, wdg, tbs, urg, nkj, eiv, tbg, sow, knv, krz, bmu, pup, bey, iar, kpf, nby, whg, jil, lva, omw, mmi, pik, gbi, ihp, ulf, nce, bic, nou, ybx, kxq, slk, dbn, ind, leq, bdw, jet, sbg, eit, dge, dju, kpu, bqs, aso, mcq, ena, bca, gaf, skv, kqj, itx, oia, hmt, tfo, itr, omo, pla, tbv, wsr, ian, dnw, kzm, tof, bnw, zik, kpi, beo, uar, kiq, kja, aod, pas, beu, klm, akh, duv, szb, mgu, aau, qkk, rap, klq, aew, hui, fiw, enq, awm, jel, eip, ury, had, gah, asi, hap, swr, bqq, smz, mnm, auy, tcr, smf, tuh, ont, kgq, ami, gaj, mle, txt, bio, ata, ckr, kyy, kue, gap, twg, mtf, twe, lev, hih, wor, aof, msf, mvq, ele, asc, tuj, ygw, stf, gav, yuw, bbb, snz, ail, qkm, wra, ssj, iwm, mci, pwa, gat, nnm, kjy, wli, moq, mmq, bpi, kwe, ppe, mtj, yev, jaq, kze, gbe, zia, dnr, khe, tlf, abt, bsa, sej, yyu, kgu, yet, awi, bpw, kdy, dgz, tif, siv, nbq, urw, tlb, mtv, ibu, idi, buo, imi, jei, ded, kqi, nqm, nii, bhl, sue, anz, mgt, isa, mnu, nxu, mzu, smb, snr, wms, psa, fuy, gmu, lni, yac, kbq, dbf, gcc, kiy, qkg, mpp, agd, rmp, yll, gnu, glg, psi, ipi, oro, mgx, ndx, tmj, drr, wii, air, ybm, tvl, buq, ast, qko, kxt, ygm, wei, yir, for, uka, aip, sui, wbd, aon, mti, wtf, yrb, ybo, bmz, iwo, nop, diy, ssu, wmc, ncm, kmu, kyx, lpe, ddg, khh, yla |
| llengües romàniques (altres)                                                 | ext, axx, mwl, fra, npl, rmr, pms, dlm, eml, fax, lmo, lld, rup, pcd, itk, zrp, lij, frc, ist, ruo, scn, mxi, ruq, vec, spq |
| llengües salish                                                              | qun, cjh, shs, crd, sec, slh, clm, col, sno, oka, spo, cea, str, lut, fla, twa, lil, ptw, squ, cow, hur, bel, coo, nok, ska, thp, til |
| llengües samis (altres)                                                      | lks, lpc, lpu, sia, lpi, lpd, lpl, lpt, lpk, lpb |
| llengües sinotibetanes (altres); llengües indoxineses (altres)               | lbg, cnh, rah, jiy, sdp, bxr, smt, dao, iii, tkl, yos, ybi, kgg, byw, kfk, zal, tdh, dis, lmk, bee, rgk, hmr, sjl, phn, ssk, ghe, kds, njo, shl, raf, pcr, ugo, nng, syw, sxg, ctd, drd, pyy, adp, nes, adx, khg, zha, nbf, pub, rab, aph, txo, qkc, nub, nos, atb, pbz, lov, goe, tsk, jee, bap, ctn, tro, thw, tcp, tco, lbf, hru, nun, cur, lbr, mef, jiu, ola, jiq, int, hpo, qey, cdn, hut, mus, xkz, brx, nmf, piq, ppa, mxj, bft, raw, csy, mob, tdg, nkb, zom, njn, kdv, nuf, pus, lya, nor, mhv, tjs, lis, npa, ggn, tmk, hbh, gqi, ttz, rau, tsf, tsj, tvn, zkm, mpz, zyp, kgj, kjz, mja, ths, raq, lrr, hra, cdf, ers, xkf, ole, tcn, lsi, njb, pum, bro, luu, nkf, yiw, tkk, nma, dat, suz, pmi, tij, kif, dzl, nmm, bfu, lii, pgy, yim, cng, nbe, chx, ghh, gor, scr, kgy, lbj, mhu, klr, grt, nbu, aka, zau, tcz, ccq, cda, nbi, suv, jya, ayx, wly, dln, nri, dap, kzq, adi, nsm, apt, mgp, yig, thf, nlm, der, mrh, tgf, kmm, raa, cmr, cnb, lif, lae, lay, npu, ckm, bgr, bqh, lba, taj, tsu, pmx, mrd, kte, anl, vay, nzm, nki, njm, ybh, xia, aot, pkh, sez, tji, ria, nre, cuw, nky, kdq, nsa, duu, nst, dre, lah, ruh, tpq, scu, lax, yie, dng, nmy, mvm, chk, pnl, kle, dus, nme, gro, lep, atf, nnl, ybd, mhx, nnp, phh, yic, aim, bii, acn, sca, nmh, kip, cnw, mwq, jih, ncd, nkh, njh, lhm, brd, neh, cdm, ktp, nph, loy, nct, tge, ght, rav, hni, zkr, kjl, wel, rji, how, jnl, rar, npo, ero, qmr, yma, vap, lhp, dhi, gvr, phw, gnb, sip, mmc, pck, qas, sgp, cka, trp, luk, kkt, nao, lmh, czt, nmo, mjw, jul, sbu, sgt, muk, scp, cik, smh, lkh, byo, clk, beq, anm, ral, mrg, csh, biu, nkd, tcl, dka, jna, cna, bon, mro, pho, slt, gen, nbc, emg, lgh |
| llengües semítiques (altres)                                                 | auz, mey, qmq, mhr, ary, ars, cld, syn, shv, apc, har, gft, zwa, amw, abh, syr, acx, afh, ayp, arz, myz, hoh, agj, huy, hbo, guy, gre, bjf, hrt, lsd, ayl, aii, gru, mid, shu, ayn, ayh, kqd, acy, aao, acq, acw, arq, avl, smp, aec, aeb, adf, ssh, hss, afb, ajp, aij, sqt, acm, bhn, apd, trg, mys |
| llengües de signes                                                           | ads, asp, ase, aed, aen, asw, asf, asq, bqy, bog, bfk, bvs, bvl, bzs, bfi, bqn, csc, cds, csd, csg, csl, csn, csr, csq, csf, cse, dsl, doq, dse, ecs, esl, eso, eth, fse, fss, fsl, gsg, gse, gss, gsm, gus, haf, hab, hsl, hps, hos, hds, hsh, icl, ins, inl, isg, isr, ise, jcs, jsl, jos, xki, kvk, lso, lsl, lbs, lls, lsg, mzc, xml, mdl, nsr, mre, mfs, vsi, mzg, msr, xms, mzy, nbs, nsp, nzs, ncs, nsi, nsl, okl, pks, psg, psc, prl, psp, psd, pso, psr, prz, psl, fcs, rsi, rms, rsl, esn, sdl, kgi, sgx, sls, svk, sfs, ssp, sqs, swl, ssr, sgg, slf, tss, tza, tsq, tse, tsm, ugn, ukl, uks, ugy, vsl, yds, msd, ysl, zsl, zib |
| llengües sioux (altres)                                                      | asb, ofo, sto, chc, qua, oma, mhq, cro, hid, kaa, iow, tta, bll, win, lkt |
| llengües tai (altres)                                                        | khb, thc, puk, rie, tiz, tho, aho, tyr, ksu, phu, nha, tyj, uan, pht, cuu, blt, eee, tnu, tmm, thi, kyp, aio, sou, phk, soa, try, nut, kht, yno, pcc, tsl, twh, nod, yoy, tmp, kkh, tyt, mlc, tts, tdd, nyw, tpo |
| llengües tupís                                                               | ait, ktn, awe, mav, arx, cin, gvo, kxo, mnd, sru, kyr, myu, pur, arr, uru, kpn, mpu, skf, tpr, wyr, aux, pta, tpj, jor, yuq, psm, gnw, gug, gui, gun, guq, kgk, nhd, xet, gyr, srq, cod, omg, pog, tpk, tpn, tpw, yrl, asu, avv, gub, mdz, pak, taf, tqb, asn, awt, kyz, adw, api, jua, kgm, kuq, paf, pah, tkf, urz, wir, xmo, kay, aan, ama, eme, gvj, oym, pto, twt, urb, jur, msp, xiy |
| llengües *wakashan                                                           | kwk, noo, has, hei, myh |
| llengües yupik                                                               | ynk, ems, ysr, esu, ess |
| *lojban                                                                      | jbo |
| *lozi                                                                        | loz |
| *luba-katanga                                                                | lub |
| *luba-lulua                                                                  | lua |
| *luiseño                                                                     | lui |
| *lunda                                                                       | lun |
| *luo (de Kenya i Tanzània)                                                   | luo |
| *lushai                                                                      | lus |
| luxemburguès                                                                 | ltz |

## M
| Índex: A B C D E F G H I J K L M N O P Q R S T U V W X Y Z — Especials Inici — vegeu també — enllaços externs |

| llengua/grup de llengües         | codi ISO 639-3 (SIL 15a edició)                        |
| -------------------------------- | ------------------------------------------------------ |
| *macedònic                       | mkd                                                    |
| madurès                          | mad                                                    |
| *magahi                          | mag                                                    |
| *maithili                        | mai                                                    |
| *makasar                         | mak                                                    |
| malgaix                          | bhr, bmm, plt, bjq (buc, xmv, msh, skg, txy, tdx, xmw) |
| malai                            | mly                                                    |
| malaialam                        | mal                                                    |
| maltès                           | mlt                                                    |
| mandar                           | mdr                                                    |
| manding; malinke                 | mnk                                                    |
| *manipuri; *meitei               | mni                                                    |
| manx                             | glv                                                    |
| manxú                            | mnc                                                    |
| maori                            | mri                                                    |
| *marathi                         | mar                                                    |
| *mari                            | mhr (mrj)                                              |
| *marshallès                      | mah                                                    |
| *marwari                         | dhd, rwr, swv, wry (mve, mki, gig, gdx, lrk, mtr)      |
| massai                           | mas                                                    |
| mende                            | men                                                    |
| micmac                           | mic                                                    |
| *minangkabau                     | min                                                    |
| mirandès                         | mwl                                                    |
| *mohawk                          | moh                                                    |
| mordovià (mordvà, mordví) erzya  | myv                                                    |
| mordovià (mordvà, mordví) moksha | mdf                                                    |
| *mongo                           | lol                                                    |
| mongol                           | mvf (khk)                                              |
| *mossi                           | mos                                                    |

## N
| Índex: A B C D E F G H I J K L M N O P Q R S T U V W X Y Z — Especials Inici — vegeu també — enllaços externs |

| llengua/grup de llengües                              | codi ISO 639-3 (SIL 15a edició) |
| ----------------------------------------------------- | --- |
| nàhuatl                                               | naz, nhq, nci, nhe, nuz, nhy, nhi, azz, nhx, ncl, nhm, ncx, nht, nhp, ngu, nhs, nhg, nhk, nhw, nhc, nhv, nhj, nhz, nln, nhn, ncj, nlv |
| nauruà                                                | nau |
| *navaho; *navajo                                      | nav |
| *ndebele septentrional; ndebele del nord              | nde |
| *ndebele meridional; ndebele del sud                  | nbl |
| *ndonga                                               | ndo |
| napolità; calabrès                                    | nap |
| neerlandès                                            | nld |
| neerlandès mitjà (ca.1050-1350)                       | dum |
| nepalès                                               | nep |
| *newari clàssic; newari antic; *bhasa nepalès clàssic | nwc |
| *newari; *bhasa nepalès                               | new |
| *nias                                                 | nia |
| niueà                                                 | niu |
| *nogai                                                | nog |
| noruec                                                | nor |
| noruec antic; *norse                                  | non |
| *nyamwezi                                             | nym |
| *nyanja; *chewa; *chichewa                            | nya |
| *nyankole, *nyankore                                  | nyn |
| (noruec) nynorsk                                      | nno |
| *nyoro                                                | nyo |
| *nzima                                                | nzi |

## O
| Índex: A B C D E F G H I J K L M N O P Q R S T U V W X Y Z — Especials Inici — vegeu també — enllaços externs |

| llengua/grup de llengües | codi ISO 639-3 (SIL 15a edició)   |
| ------------------------ | --------------------------------- |
| occità                   | oci                               |
| idioma ojibwa            | ojg, ojc, ojs, otw, ciw, ojw, ojb |
| oriya                    | ori                               |
| oroqen                   | orh                               |
| *oromo                   | hae, gaz, gax                     |
| *osage                   | osa                               |
| osset                    | oss                               |

## P
| Índex: A B C D E F G H I J K L M N O P Q R S T U V W X Y Z — Especials Inici — vegeu també — enllaços externs |

| llengua/grup de llengües                | codi ISO 639-3 (SIL 15a edició) |
| --------------------------------------- | ------------------------------- |
| pahlavi                                 | pal                             |
| *palauà; *palauès                       | pau                             |
| pali                                    | pli                             |
| *pampanga                               | pam                             |
| *pangasinan                             | pag                             |
| panjabi                                 | pan, pnb                        |
| panjabi occidental                      | pnb                             |
| papiamento                              | pap                             |
| paixtu                                  | pbt, pst, pbu                   |
| persa                                   | prs, pes                        |
| persa antic (ca. 600-400 aC)            | peo                             |
| pilipino                                | fil                             |
| *ponapeà                                | pon                             |
| polonès                                 | pol                             |
| portuguès                               | por                             |
| pràcrit                                 | pra                             |
| provençal (occità) antic (fins al 1500) | pro                             |

## Q
| Índex: A B C D E F G H I J K L M N O P Q R S T U V W X Y Z — Especials Inici — vegeu també — enllaços externs |

| llengua/grup de llengües | codi ISO 639-3 (SIL 15a edició) |
| ------------------------ | --- |
| quítxua                  | qud, quh, qxo, qux, qvi, qul, qwh, qvl, inb, qug, quk, qvp, qxl, qvj, qus, qvm, qva, quw, qws, qub, qxh, qvw, qwc, qur, qvz, qwa, quz, qve, quf, qvo, qvc, qxa, qxp, qxr, inj, quy, qxw, qvs, cqu, qvn, qxu, qup, qvh, qxt, qxn |

## R
| Índex: A B C D E F G H I J K L M N O P Q R S T U V W X Y Z — Especials Inici — vegeu també — enllaços externs |

| llengua/grup de llengües | codi ISO 639-3 (SIL 15a edició)                       |
| ------------------------ | ----------------------------------------------------- |
| retoromànic, rètic       | roh                                                   |
| rajasthani               | dhd, rwr, swv, wry, mtr, hoj, mve, gju, gda, mup, bgq |
| rapanui                  | rap                                                   |
| *rarotongan              | rar                                                   |
| romanès, moldau          | ron (ruo, rup, ruq)                                   |
| romaní                   | rmf, rml, rmn, rmw, rmy, rmo, rmc                     |
| rundi                    | run                                                   |
| rus                      | rus                                                   |

## S
| Índex: A B C D E F G H I J K L M N O P Q R S T U V W X Y Z — Especials Inici — vegeu també — enllaços externs |

| llengua/grup de llengües            | codi ISO 639-3 (SIL 15a edició)         |
| ----------------------------------- | --------------------------------------- |
| sami d'Inari                        | smn                                     |
| *sami de Lule                       | smj                                     |
| sami meridional                     | sma                                     |
| sami de Pite                        | sje                                     |
| sami skolt                          | sms                                     |
| sami septentrional; sami del nord   | sme                                     |
| samoà                               | smo                                     |
| *sandawe                            | sad                                     |
| *sango                              | sag (snj)                               |
| sànscrit                            | san                                     |
| *santali                            | sat                                     |
| sard                                | sro, sdn, src, sdc                      |
| *sasak                              | sas                                     |
| *scots                              | sco                                     |
| *selkup                             | sel                                     |
| serbi                               | srp                                     |
| *serer                              | srr                                     |
| *shan                               | shn                                     |
| *shona                              | sna                                     |
| *sichuan yi                         | iii                                     |
| sicilià                             | scn                                     |
| *sidamo                             | sid                                     |
| llengua blackfoot                   | bla                                     |
| *sindhi                             | snd                                     |
| singalès                            | sin                                     |
| siríac                              | syc                                     |
| *slave (atapascà)                   | scs, xsl                                |
| sogdià                              | sog                                     |
| somali                              | som                                     |
| *songhai                            | ses (hmb, khq, ddn, dje)                |
| *soninke                            | snk                                     |
| sòrab                               | hsb, dsb                                |
| sotho meridional; sotho del sud     | sot                                     |
| sotho septentrional; sotho del nord | nso                                     |
| suec                                | swe                                     |
| *sukuma                             | suk                                     |
| sumeri                              | sux                                     |
| *sondanès                           | sun                                     |
| *susu                               | sus                                     |
| suahili; swahili                    | swh (swb, wlc, wni, zdj, ymk, wmw, swc) |
| *swazi                              | ssw                                     |

## T
| Índex: A B C D E F G H I J K L M N O P Q R S T U V W X Y Z — Especials Inici — vegeu també — enllaços externs |

| llengua/grup de llengües     | codi ISO 639-3 (SIL 15a edició) |
| ---------------------------- | ------------------------------- |
| tailandès, tai; thai; siamès | tha                             |
| tagàlog, tagal               | tgl                             |
| *tahitià                     | tah                             |
| tadjik                       | tgk                             |
| (tamazight) *tamashek        | thv, thz, taq, ttq              |
| tàmil                        | tam                             |
| tàtar                        | tat                             |
| tàtar de Crimea              | crh                             |
| telugu                       | tel                             |
| *tereno; *terêna             | ter                             |
| *tetum; *tetun               | tet                             |
| tibetà                       | bod                             |
| llengua tigre o tigré        | tig                             |
| tigrinya                     | tir                             |
| *timne; themne               | tem                             |
| tiv                          | tiv                             |
| *tlingit                     | tli                             |
| *tok pisin                   | tpi                             |
| *tokelauès                   | tkl                             |
| &*tonga (Nyasa)              | tog                             |
| tongalès; *tongà             | ton                             |
| *tsimshian                   | tsi                             |
| *tsonga                      | tso                             |
| *tswana                      | tsn                             |
| *tumbuka                     | tum                             |
| turc                         | tur                             |
| turc otomà (1500-1928)       | ota                             |
| turcman                      | tuk                             |
| *tuvalià                     | tuv                             |
| *tuvinià                     | tyv                             |
| txagatai                     | chg                             |
| txec                         | ces                             |
| txetxè                       | che                             |
| txuktxi, txukotkà            | ckt                             |
| *txuvaix                     | chv                             |

## U
| Índex: A B C D E F G H I J K L M N O P Q R S T U V W X Y Z — Especials Inici — vegeu també — enllaços externs |

| llengua/grup de llengües | codi ISO 639-3 (SIL 15a edició) |
| ------------------------ | ------------------------------- |
| ugarític                 | uga                             |
| uigur                    | uig (ybe)                       |
| ucraïnès                 | ukr                             |
| *umbundu                 | umb                             |
| urdú                     | urd                             |
| uzbek                    | uzn (uzs)                       |

## V
| Índex: A B C D E F G H I J K L M N O P Q R S T U V W X Y Z — Especials Inici — vegeu també — enllaços externs |

| llengua/grup de llengües | codi ISO 639-3 (SIL 15a edició) |
| ------------------------ | ------------------------------- |
| *vai                     | vai                             |
| való                     | wln                             |
| *venda                   | ven                             |
| vietnamita; annamita     | vie                             |
| volapük                  | vol                             |
| votiac; udmurt           | udm                             |
| *votic; vod              | vot                             |

## W
| Índex: A B C D E F G H I J K L M N O P Q R S T U V W X Y Z — Especials Inici — vegeu també — enllaços externs |

| llengua/grup de llengües | codi ISO 639-3 (SIL 15a edició) |
| ------------------------ | ------------------------------- |
| *walamo, *wolaytta       | wal                             |
| *waray; *waray-waray     | war                             |
| *washo                   | was                             |
| wòlof                    | wol                             |

## X
| Índex: A B C D E F G H I J K L M N O P Q R S T U V W X Y Z — Especials Inici — vegeu també — enllaços externs |

| llengua/grup de llengües | codi ISO 639-3 (SIL 15a edició)                                  |
| ------------------------ | ---------------------------------------------------------------- |
| xosa; xhosa              | xho                                                              |
| xeiene                   | chy                                                              |
| xinès; mandarí; guanhua  | cmn (gan, hak, czh, cjy, mnp, cdo, nan, czo, cpx, wuu, hsn, yue) |

## Y
| Índex: A B C D E F G H I J K L M N O P Q R S T U V W X Y Z — Especials Inici — vegeu també — enllaços externs |

| llengua/grup de llengües | codi ISO 639-3 (SIL 15a edició) |
| ------------------------ | ------------------------------- |
| *yao                     | yao                             |
| *yapeà; *yapà            | yap                             |

## Z
| Índex: A B C D E F G H I J K L M N O P Q R S T U V W X Y Z — Especials Inici — vegeu també — enllaços externs |

| llengua/grup de llengües | codi ISO 639-3 (SIL 15a edició) |
| ------------------------ | --- |
| *zande                   | zne |
| zapoteca                 | zpy, zpw, ztu, ztp, zax, zpd, zty, zpp, zpf, zad, zts, zar, zpr, zaf, ztn, zav, zat, zca, zab, zpx, zpl, zpn, zpj, zpz, zph, ztl, zas, zpa, zao, zpo, zaq, zaw, zpm, zoo, zpq, zpk, zpi, ztx, zpv, zpt, ztt, ztq, zpb, zpu, zai, ztm, zpg, zam, ztg, zsr, zaa, zpe, zte, ztc, zps, zpc, zae, zac |
| (tamazight) *zenaga      | zen |
| *zhuang                  | ccx, xxy |
| zulu                     | zul |
| *zuni                    | zun |

## Especials
| Índex: A B C D E F G H I J K L M N O P Q R S T U V W X Y Z — Especials Inici — vegeu també — enllaços externs |

| llengua/grup de llengües | codi ISO 639-3 (SIL 15a edició) |
| ------------------------ | --- |
| indeterminada            | und |
| llengües mixtes          | mis ene, akj, nio, ckt, enc, onb, oon, tct, ryn, yoi, ckh, aky, yax, wma, ime, ykg, gdm, btl, lic, ace, ain, woy, aar, bwn, krk, auc, niv, wuh, kkf, mji, pnu, akm, aci, bje, waf, quq, pha, mtm, ryu, ack, kpy, yrn, apq, vkj, yox, tgv, yuu, gic, cet, bmt, tbb, wba, laq, ssb, skb, cmt, crg, acl, anr, bsk, ura, mlm, akx, hvc, tkn, ium, yei, lha, ldq, hwl, buh, pld, mhd, bsz, mue, pih, byf, yec, mvi, trr, xug, yux, bqd, bwx, tpy, mmd, mld, ckg, cuq, lwh, kzg, nhl, swi, tka, uam, doc, mud, kah, tca, wrd, bqe, ket, bxc, urp, byu, mkg, rer, ckz, xas, rys, luw, yrk, cov, lbt, tud, shx, ams, trl, anq, mmk, itl, kmc, lbc, tme, bpn, std, okj, aih, mmj, jio, okn, alr, wxa |
| llengües múltiples       | mul |
| reservat per a ús local  | qaa-qtz |
| contingut no lingüístic  | zxx |